# Sông Saar

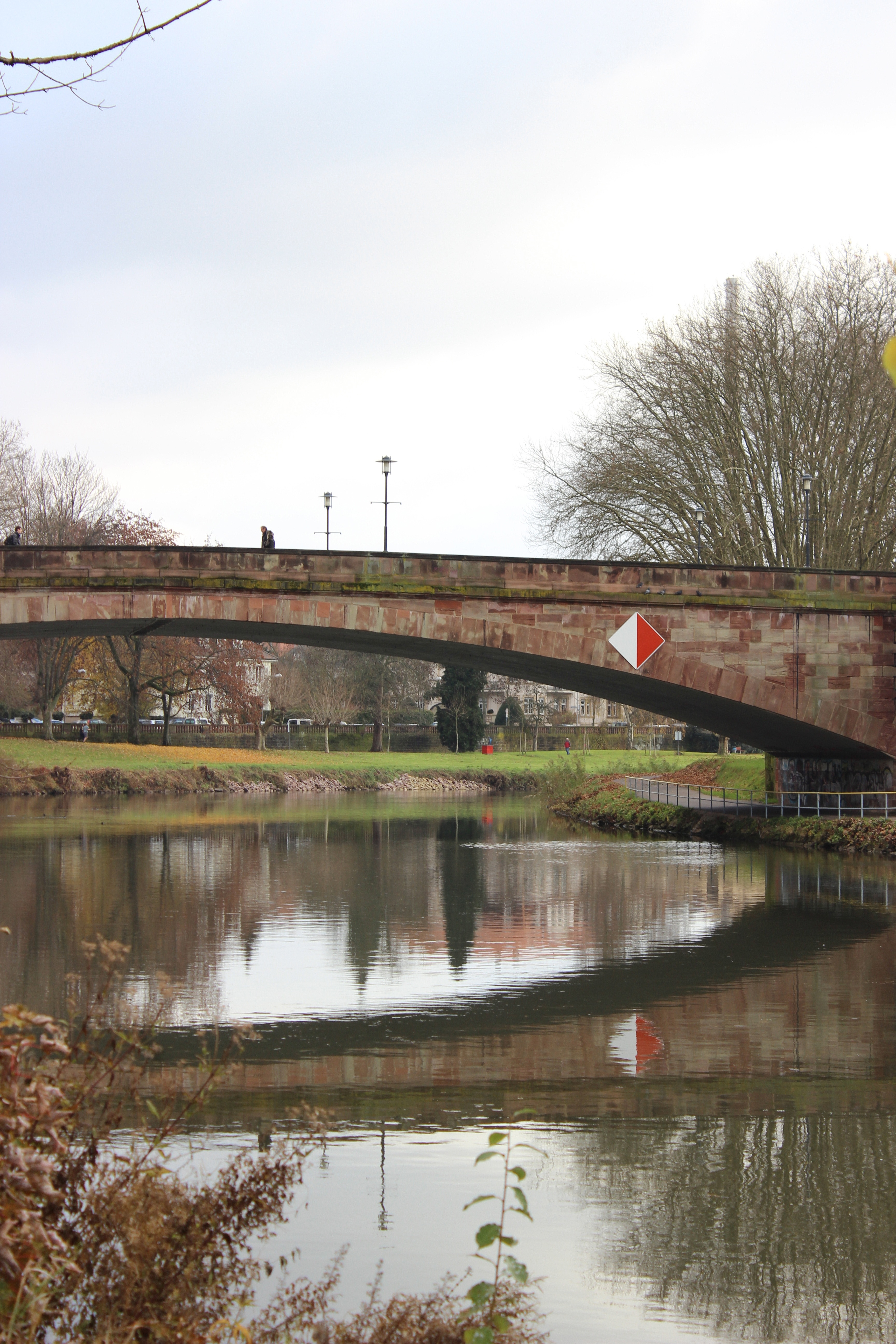
Cầu trên sông Saar tại Saarbrücken.

Sông Saar (tiếng Pháp: Sarre) là một sông nằm ở đông bắc nước Pháp và phía tây nước Đức, và bên phải cửa sông Moselle. Nó bắt nguồn từ rặng núi Vosges trên biên giới của hai vùng Grand Est và Lorraine và chảy theo hướng bắc vào Moselle gần Trier. Nó có hai nhánh (Sarre Rouge và Sarre Blanche, hợp lưu tại Lorquin), mà cả hai bắt nguồn từ ngọn Mont Donon, đỉnh cao nhất của dãy bắc Vosges. Sông có chiều dài 246 km (126 km thuộc Pháp và 120 km thuộc Đức), sông Saar chảy vào sông Moselle tại Konz (Rhineland-Palatinate) giữa biên giới Trier và Luxembourg. Nó có diện tích lưu vực bằng 7.431 km².
Sông Saar có vai trò quan trọng đối với công nghiệp khai thác than, sắt thép của vùng Saarland. Quặng thô và vật liệu qua xử lý được trở trên con sông này thông qua kênh des houillères de la Sarre, kênh Marne-Rhine và sông Rhine, để tới vùng Ruhr hay cảng Rotterdam.
Mặc dù phần sông Saar thuộc Đức đã được cải tạo thành đường thủy qua nạo vét, xây cống và mương, nhưng con sông không phải là tuyến giao thông quan trọng.